# Гонконгский жестовый язык
Гонконгский жестовый язык (Hong Kong Sign Language, Heung Kong Sau Yue, HKSL; кит. 香港手語) — жестовый язык, который распространён среди глухих, проживающих в Гонконге и Китае. Происходит от южного диалекта китайского жестового языка, который в настоящее время является самостоятельным языком.
О диалектах ничего не известно. Около 40 % лексики общие с китайским жестовым языком, 42—52 % — с тайваньским жестовым языком.

## Происхождение
Происхождение гонконгского жестового языка можно проследить примерно с 1949 года, когда группа из 20 случайных глухих человек, переехавших из Шанхая и Наньцзиня в Гонконг, открыли несколько учебных классов для обучения местных глухих. Главным языком обучения был китайский жестовый язык, что привело к циркуляции китайского языка жестов среди местного общества глухих. 
Постепенно здесь язык адаптировали и дополнили его своими собственными жестами, связанными с новыми идеями, понятиями или вещами, с которыми сталкивались в своей жизни. Это привело к дальнейшему развитию словаря гонконгского жестового языка. Несколько десятилетий назад местные глухие периодически взаимодействовали со своими зарубежными коллегами, что также подтверждает, что развитие гонконгского жестового языка было в значительной степени связано с китайским жестовым языком. 
Тем не менее, в течение времени всё больше и больше глухих уехали из Гонконга за границу с целью путешествовать, учиться или для других социальных целей, привнося в язык новые иностранные жесты после возвращения. Некоторые из этих знаков, наподобие американского неавтоматизированного алфавита, были заимствованы и приняты именно таким образом.